# Danh sách di sản thế giới tại Indonesia
Ủy ban Di sản thế giới của UNESCO là cơ quan có tầm quan trọng trong việc bảo tồn các di tích tự nhiên và văn hóa được mô tả trong Công ước Di sản thế giới năm 1972. Indonesia đã phê chuẩn Công ước vào ngày 6 tháng 7 năm 1989, khiến các di tích tại quốc gia này đủ điều kiện để xét công nhận Di sản thế giới.
Tính đến hết năm 2021, Indonesia có tổng cộng 9 di sản thế giới, trong đó có 5 di sản văn hóa và 4 di sản thiên nhiên. Các địa điểm đầu tiên được công nhận tại Indonesia là vào năm 1991 bao gồm Quần thể đền đài Borobudur, Vườn quốc gia Komodo, Vườn quốc gia Ujung Kulon và Quần thể đền Prambanan. Trong khi di sản mới nhất được thêm vào danh sách là Di sản mỏ than Ombilin, được công nhận vào năm 2019.
Ủy ban Di sản thế giới cũng chỉ ra một địa điểm tại Indonesia bị liệt vào Danh sách di sản thế giới bị đe dọa là Di sản rừng nhiệt đới ở Sumatra.
Ngoài các di sản chính thức được công nhận, Indonesia cũng có một số địa điểm nằm trong danh sách di sản dự kiến để xét công nhận trong tương lai.

## Danh sách
| Di sản                                                                                          | Hình ảnh                                               | Vị trí                                                                | Tiêu chuẩn                      | Diện tích ha (mẫu Anh) | Năm công nhận | Mô tả | Refs    |
| ----------------------------------------------------------------------------------------------- | ------------------------------------------------------ | --------------------------------------------------------------------- | ------------------------------- | ---------------------- | ------------- | --- | ------- |
| Borobudur                                                                                       | A terraced pyramid like structure with a stupa on top. | Magelang, Trung Java 7°36′28″N 110°12′13″Đ / 7,60778°N 110,20361°Đ    | Văn hóa: (i), (ii), (vi)        | —                      | 1991          | Đền đài nổi tiếng này có niên đại từ thế kỷ VIII và XIX, nằm ở trung tâm đảo Java. Nó được xây dựng theo ba tầng theo dạng một kim tự tháp với 5 bậc hình vuông đồng tâm, phần đỉnh với ba tầng hình tròn, ở trên cùng là một mái vòm. Ngôi đền được trang trí bằng 2672 tấm phù điêu chạm khắc nổi và 504 pho tượng Phật trên một diện tích 2.500 mét vuông. Xung quanh mái vòm tròn là 72 phù đồ, mỗi cái đều có một tượng Phật. Đền đài này được phục hồi lại nhờ sự giúp đỡ của UNESCO trong những năm 1970. | 592     |
| Cảnh quan văn hóa của tỉnh Bali: Hệ thống Subak là một minh chứng của Triết học Tri Hita Karana |                                                        | Bali 8°20′0″N 115°0′0″Đ / 8,33333°N 115°Đ                             | Văn hóa: (ii), (iii), (v), (vi) | 19.520 (48.200)        | 2012          | Cảnh quan văn hoá của đảo Bali bao gồm năm ruộng bậc thang lúa nước và các ngôi đền nước bao phủ trên khu vực rộng 19.500 ha. Các đền thờ là trung tâm của một hệ thống quản lý nước bao gồm các kênh rạch và các đập nước được gọi là subak có từ thế kỷ thứ IX. Đáng chú ý của cảnh quan này là Đền nước Hoàng gia Pura Taman Ayun có niên đại từ thế kỷ XVIII. Đây cũng là công trình kiến trúc ấn tượng nhất và lớn nhất trên hòn đảo này. Subak phản ánh khái niệm triết học của Tri Hita Karana, tập hợp triết lý tinh thần truyền thống địa phương, thúc đẩy sự hòa hợp của con người với thiên nhiên. Triết lý này được sinh ra từ sự giao lưu văn hoá giữa Bali và Ấn Độ trong 2.000 năm qua và đã định hình cảnh quan văn hóa của Bali. | 1194rev |
| Vườn quốc gia Komodo                                                                            |                                                        | Tây Manggarai, Đông Nusa Tenggara 8°33′N 119°29′Đ / 8,55°N 119,483°Đ  | Thiên nhiên: (vii), (x)         | 219.322 (541.960)      | 1991          | Những hòn đảo núi lửa tại vườn quốc gia là nhà của khoảng 5.700 con thằn lằn khổng lồ được gọi là "rồng Komodo". Chúng không tồn tại ở bất cứ nơi nào khác trên thế giới và là địa điểm rất được quan tâm bởi các nhà khoa học nghiên cứu về thuyết tiến hóa. Các sườn đồi gồ ghề của vùng hoang mạc khô cằn với những bụi cây gai dày đặc tương phản với những bãi biển cát trắng rực rỡ và những vùng biển xanh với nhiều loài san hô. | 609     |
| Vườn quốc gia Lorentz                                                                           | A rocky mountain ridge.                                | Papua 4°45′N 137°50′Đ / 4,75°N 137,833°Đ                              | Thiên nhiên: (vii), (ix), (x)   | 2.350.000 (5.800.000)  | 1999          | Vườn quốc gia Lorentz (2,35 triệu ha) là khu bảo tồn tự nhiên lớn nhất ở Đông Nam Á. Đây là khu vực được bảo vệ duy nhất trên thế giới kết hợp một tuyến cắt ngang liên tục, nguyên vẹn từ núi tuyết phủ trắng xóa cho đến môi trường biển nhiệt đới, bao gồm cả các vùng đất ngập nước ở vùng đồng bằng rộng lớn. Nằm ở điểm gặp gỡ của hai mảng lục địa đang va chạm, khu vực này có địa chất phức tạp với sự hình thành núi vẫn đang diễn ra. Khu vực này cũng chứa các khu hóa thạch cung cấp bằng chứng về sự tiến hóa của cuộc sống ở New Guinea, cùng với mức độ đặc hữu cao nhất và đa dạng sinh học cao nhất trong khu vực. | 955     |
| Quần thể đền Prambanan                                                                          |                                                        | Trung Java và Yogyakarta 7°45′8″N 110°29′30″Đ / 7,75222°N 110,49167°Đ | Văn hóa: (i), (iv)              | —                      | 1991          | Được xây dựng vào thế kỷ thứ X, đây là khu đền thờ lớn nhất dành cho thần Shiva ở Indonesia, đền thờ Hindu lớn nhất tại Đông Nam Á. Tọa lạc trên khu vực trung tâm của quần thể đền đài này là ba ngôi đền lớn nhất được trang trí với những bức phù điêu minh họa sử thi Ramayana. Đây là ba đền thờ dành cho ba vị thần Hindu vĩ đại (Shiva, Vishnu và Brahma) và các con vật gắn liền với các vị thần. | 642     |
| Di chỉ người vượn sớm tại Sangiran                                                              | Upper part of a petrified skull including some teeth.  | Sragen, Trung Java 7°24′0″N 110°49′0″Đ / 7,4°N 110,81667°Đ            | Văn hóa: (iii), (vi)            | 5.600 (14.000)         | 1996          | Các cuộc khai quật ở đây từ năm 1936 đến 1941 đã phát hiện hóa thạch hóa thạch đầu tiên tại địa điểm này. Sau đó, 50 hóa thạch của Meganthropus palaeo và Người vượn Java/ Người đứng thẳng đã được tìm thấy, chiếm một nửa trong số các hóa thạch cổ nhất thế giới. Có lịch sử nửa triệu năm trước, Sangiran là một trong những địa điểm quan trọng để hiểu về sự tiến hóa của con người. | 593     |
| Di sản rừng nhiệt đới ở Sumatra†                                                                |                                                        | Aceh, Jambi, và Lampung 2°30′N 101°30′Đ / 2,5°N 101,5°Đ               | Thiên nhiên: (vii), (ix), (x)   | 2.595.124 (6.412.690)  | 2004          | Với tổng diện tích 2,5 triệu hecta, Di sản rừng nhiệt đới ở Sumatra bao gồm ba vườn quốc gia: Gunung Leuser, Kerinci Seblat và Bukit Barisan Selatan. Khu vực này có tiềm năng lớn nhất để bảo tồn lâu dài các loài sinh vật đặc biệt và đa dạng của Sumatra, bao gồm nhiều loài cực kỳ nguy cấp. Khu vực được bảo vệ là nơi có khoảng 10.000 loài thực vật, trong đó có 17 loài đặc hữu; hơn 200 loài thú và khoảng 580 loài chim, trong đó có 465 loài trú ngụ tại đây và 21 loài đặc hữu. Trong số các loài động vật có vú thì 22 loài không tìm thấy ở bất cứ nơi khác trong quần đảo và 15 loài chỉ có ở khu vực Indonesia, đặc biệt là loài Đười ươi Sumatra đặc hữu. Khu vực này cũng cung cấp bằng chứng sinh học về sự tiến hóa của hòn đảo này. Di sản này bị liệt vào danh sách di sản thế giới bị đe dọa từ năm 2011 do sạt lở đất, nạn khai thác trái phép, lấn chiếm đất nông nghiệp, và xây dựng đường sá qua các khu vực tự nhiên. | 1167    |
| Vườn quốc gia Ujung Kulon                                                                       |                                                        | Banten và Lampung 6°45′N 105°20′Đ / 6,75°N 105,333°Đ                  | Thiên nhiên: (vii), (x)         | 78.525 (194.040)       | 1991          | Vườn quốc gia này nằm ở đỉnh cực nam của đảo Java trên thềm lục địa Sunda, bao gồm bán đảo Ujung Kulon và một số đảo ngoài khơi, bao gồm cả Khu bảo tồn thiên nhiên Krakatoa. Ngoài vẻ đẹp tự nhiên và mối quan tâm địa chất, đặc biệt là về núi lửa, vườn quốc gia này là nơi có diện tích rừng nhiệt đới thấp lớn nhất ở đồng bằng Java. Một số loài thực vật và động vật có nguy cơ tuyệt chủng có thể được tìm thấy ở đây, bao gồm loài tê giác Java cực kỳ nguy cấp. | 608     |
| Di sản mỏ than Ombilin của Sawahlunto                                                           |                                                        | Tây Sumatra 0°41′0″N 100°46′0″Đ / 0,68333°N 100,76667°Đ               | Văn hóa: (ii), (iv)             | 268,18 (662,7)         | 2019          | Được xây dựng để khai thác, chế biến và vận chuyển than chất lượng cao ở một vùng khó tiếp cận của Sumatra, khu công nghiệp này được phát triển bởi chính quyền thuộc địa Hà Lan từ cuối thế kỷ 19 đến đầu thế kỷ 20 với lực lượng lao động được tuyển dụng từ địa phương và được bổ sung bởi lao động bị kết án từ các khu vực khác trên thế giới do Hà Lan kiểm soát. Nó bao gồm địa điểm khai thác và thị trấn công ty, các cơ sở tập kết than tại cảng Emmahaven và mạng lưới đường sắt nối các mỏ đến các cơ sở ven biển. Đây là một hệ thống tích hợp cho phép khai thác, chế biến, vận chuyển một cách hiệu quả. | 1610    |

## Di sản dự kiến
Ngoài các di sản đã được công nhận, các quốc gia thành viên còn có thể duy trì các di sản dự kiến. Để được xét công nhận di sản thế giới thì địa danh đó phải nằm trong danh sách di sản dự kiến. Tính đến hết ngày 14 tháng 3 năm 2017, Indonesia có tổng cộng 19 di sản nằm trong danh sách dự kiến. Dưới đây là danh sách các di sản dự kiến tại Indonesia:
- Vườn quốc gia Betung Kerihun (một phần của Di sản rừng mưa xuyên quốc gia của Borneo) (2004)
- Vườn quốc gia Bunaken (2005)
- Quần đảo Derawan (2005)
- Quần đảo Raja Ampat (2005)
- Vườn quốc gia Taka Bonerate (2005)
- Vườn quốc gia Wakatobi (2005)
- Làng Bawomataluo (2009)
- Tổ hợp đền thờ Phật giáo Muara Takus (2009)
- Quần thể đền đài Muaro Jambi (2009)
- Khu hang đá Tiền sử ở Maros-Pangkep (2009)
- Khu định cư truyền thống Tana Toraja (2009)
- Trowulan - Thủ đô cũ của Vương quốc Majapahit (2009)
- Sangkulirang - Mangkahilat Karts: Khu vực nghệ thuật đá thời tiền sử (2015)
- Khu phố cổ của Jakarta (trước đây là Batavia cũ) và 4 quần đảo xa xôi (Onrust, Kelor, Cipir dan Bidadari) (2015)
- Phố cổ Semarang (2015)
- Khu định cư truyền thống tại Nagari Sijunjung (2015)
- Cảnh quan lịch sử của quần đảo Banda (2015)
- Trung tâm thành phố lịch sử Yogyakarta (2017)
- Vườn bách thảo Bogor (2018)